# Liste der Monuments historiques in Chaudenay (Haute-Marne)
Die Liste der Monuments historiques in Chaudenay führt die Monuments historiques in der französischen Gemeinde Chaudenay auf.

## Liste der Objekte
| Bezeichnung                                          | Beschreibung           | Standort                      | Kennzeichnung | Schutzstatus | Datum | Bild |
| ---------------------------------------------------- | ---------------------- | ----------------------------- | ------------- | ------------ | ----- | ---- |
| Grabstein für die Gattin eines Seigneur de Chaudenay | Stein, 14. Jahrhundert | in der Kirche St-André (Lage) | PM52000284    | Classé       | 1963  |      |
| Grabstein eines Seigneur de Chaudenay                | Stein, 14. Jahrhundert | in der Kirche St-André (Lage) | PM52000283    | Classé       | 1963  |      |